# Radostín nad Oslavou
Radostín nad Oslavou là một làng thuộc huyện Žďár nad Sázavou, vùng Vysočina, Cộng hòa Séc.